# Campethera maculosa
Campethera maculosa е вид птица от семейство Picidae. Видът е незастрашен от изчезване.

## Разпространение
Разпространен е в Кот д'Ивоар, Гана, Гвинея, Гвинея-Бисау, Либерия, Мали, Мавритания, Сенегал, Сиера Леоне и Того.